# Goephanes parteauricollis
Goephanes parteauricollis là một loài bọ cánh cứng trong họ Cerambycidae.